# Allium lineare
Espèce
Classification APG III (2009)
Allium lineare est une espèce de plantes à fleurs de la famille des Amaryllidaceae. C'est un oignon sauvage eurasien dont l'aire de répartition s'étend de la France à la Mongolie,,,,,.
Allium lineare a un ou deux bulbes mesurant chacun de 0,5 à 1,5 cm de diamètre ; tunique brun grisâtre, réticulée<. La hampe florale mesure jusqu'à 60 cm de haut. Les feuilles sont plates, plus courtes que la hampe, très étroites, mesurant rarement plus de 5 mm de diamètre. les fleurs sont rouges,,,.

## Synonymes
- Allium lineare var. maackii Maxim., maintenant appelé Allium maackii (Maxim.) Prokh. ex Kom.
- Allium lineare var. strictum (Schrad.) Trevir., maintenant appelé Allium strictum Schrad.

## Noms vernaculaires
- Ail linéaire, ail raide, ail strict